# Аліяга (селище)
Аліяга (до 2025 року — Новохолмське) — селище в Україні, у Арцизькій міській територіальній громаді Болградського району Одеської області.

## Історія
Селище засноване в 1969 році в складі Арцизького району як Новохолмське.
12 червня 2020 року, відповідно до Розпорядження Кабінету Міністрів України від № 724-р «Про визначення адміністративних центрів та затвердження територій територіальних громад Одеської області», увійшло до складу Арцизької міської територіальної громади.
19 липня 2020 року, в результаті адміністративно-територіальної реформи і ліквідації Арцизького району, селище ввійшло до складу Болградського району.
5 червня 2025 року Верховна Рада підтримала перейменування селища Новохолмське на Аліяга, за історичною назвою місцевості з однойменною станцією та річкою. 15 червня 2025 року перейменування набуло чинності.

## Населення
Згідно з переписом 1989 року населення селища становило 178 осіб, з яких 85 чоловіків та 93 жінки.
За переписом населення 2001 року в селищі мешкали 122 особи.

### Мова
Розподіл населення за рідною мовою за даними перепису 2001 року:
| Мова       | Відсоток |
| ---------- | -------- |
| болгарська | 43,09 %  |
| російська  | 33,33 %  |
| українська | 23,58 %  |